# Longitudinal Aging Study Amsterdam
De Longitudinal Aging Study Amsterdam (LASA) is een langlopend onderzoek naar oud worden in Nederland dat in 1991 werd opgericht.

## Geschiedenis
Het LASA is opgericht in 1991 aan de Vrije Universiteit Amsterdam en het VU medisch centrum in opdracht van het ministerie van VWS. Het betreft een longitudinaal onderzoek naar de determinanten en gevolgen van veroudering. Sinds 1992 worden elke drie jaar dezelfde personen onderzocht; het betreft een onderzoeksgroep van 3107 personen van 55 tot 85 jaar uit drie regio's die representatief zijn voor de Nederlandse bevolking. Het LASA levert data die hun weerslag vinden in veel wetenschappelijk onderzoek. Tot nu toe heeft het LASA onder leiding gestaan van de hoogleraar Epidemiologie van veroudering aan de VU. Vanaf de oprichting tot 2015 was dat prof. dr. Dorly Deeg. Prof. dr. Martijn Huisman is anno 2017 directeur en aanvaardde op 21 december 2017 zijn hoogleraarsambt tijdens de viering van 25 jaar LASA. Het onderzoeksteam bestaat uit tientallen medewerkers en heeft in de loop der tijd honderden studies opgeleverd. LASA werkt samen met andere Nederlandse en internationale onderzoeksinstituten.